# Vauxhall Monaro
O Vauxhall Monaro é um coupé desportivo que usa a base e mecânica do Holden Monaro. No início da sua comercialização, foi vendido com o V8 de 5.7 litros de origem Corvette com 350 cv.
Mais tarde, foi lançado o Monaro VXR, um carro que é um badge engineering do HSV Monaro da Holden. Equipado com o V8 de 6 litros e 400 cavalos, este carro foi considerado, pela revista inglesa Top Gear, um dos melhores Muscle cars alguma vez construídos e que destorna qualquer V8 do mercado britânico, como o MG ZT V8, Jaguar S-Type ou até o americano Chrysler 300C. É um carro e divertido de se conduzir.
Sua produção cessou na Austrália, de onde eram produzidos os Monaros, os GTO's e os Luminas SS (para o mercado árabe). Na Grã-Bretanha, foi criada uma edição limitada e por um preço mais baixo que o original, denominada Monaro VXR500. Modificada pela empresa de tuning Wortec, o VXR500 debita 500 cvs e 670 Nm de binário graças à adição de um supercharger no motor. Faz de 0 a 100km/h em 4,8 segundos.
Em 2007, o Monaro VXR foi substitudo pelo sedan Vauxhall VXR8 que é um badge engineering do HSV Clubsport R8 e que usa o mesmo V8 de 6 litros.

## Tecnologia
O Monaro apresenta um Motor V8 5.7 que fornece potência de 328cv e 421 Nm de torque. Isso permite que o carro acelere de 0 a 100 km/h em 6 segundos, com uma velocidade máxima de 257 km/h. Este motor é gerenciado por uma caixa manual de seis velocidades. O sistema de freios consiste de freios a disco ventilados e do sistema ABS.